# Pierre Leclerc d'Ostein
Pour les articles homonymes, voir Leclerc.
Pierre Jean Baptiste Leclerc d'Ostein, né le 25 novembre 1741 à Marcellus (Lot-et-Garonne), mort le 12 novembre 1800 au Caire (Égypte), est un général français de la Révolution et de l’Empire.

## États de service
Il entre en service le 13 janvier 1762, comme cavalier au régiment de Clermont-prince, il passe sous-lieutenant le 1er juin 1772, et il est nommé capitaine le 6 mai 1788, au 10e régiment de chasseurs à cheval. Il est fait chevalier de Saint-Louis, le 30 janvier 1791.
Chef d’escadron le 10 septembre 1793, il devient chef de brigade le 27 juillet 1794, commandant du 10e régiment de chasseurs à cheval. Affecté à l’armée d’Italie, il est blessé le 5 septembre 1796, lors d’une escarmouche à Lavis. Il est promu général de brigade le 11 septembre 1796, et le 15 septembre suivant il est blessé à la bataille de San Giorgio di Mantova. Le 7 novembre, il commande la cavalerie de la division du général Augereau et il combat à Rivoli les 14 et 15 janvier 1797.
Le 14 juin 1797, il commande la 2e brigade de la division de cavalerie du général Dugua. Le 21 septembre 1797, il est envoyé à Lyon pour prendre la direction de la brigade de cavalerie de la division du général Dumas, et le 9 novembre suivant, il rejoint l’armée d’Angleterre. De retour à Lyon le 5 mars 1798, il est dirigé vers Toulon, et le 14 avril 1798, il participe à la campagne d’Égypte dans la division du général Dumas. En janvier 1799, il prend le commandement de la province de Khelioub, puis le 9 février suivant la province de Gizeh.
Le 20 mars 1800, il participe à la bataille d’Héliopolis, et il meurt de maladie le 12 novembre 1800 au Caire.

## Sources
- Philippe Bulinge, Avec Bonaparte : Livres I, II, III, IV, V des Mémoires de Marmont, Arléa, 2004, 460 p. (ISBN 2-86959-677-4, lire en ligne)
- Charles Antoine Thoumas, Les grands cavaliers du Premier Empire : Série 1 : Lasalle, Kellermann, Montbrun, Les trois Colbert, Murat, t. 1, Adamant Media Corporation, 16 avril 2001, 523 p. (ISBN 0-543-95031-X)
- (en) « Generals Who Served in the French Army during the Period 1789 - 1814: Eberle to Exelmans »
- Thierry Pouliquen, « Les généraux français et étrangers ayant servis [sic] dans la Grande Armée » (consulté le 31 mars 2014)
- Étienne Charavay, Correspondance général de Carnot, tome 1, imprimerie Nationale, 1893, p. 11.
- (pl) « Napoléon.org.pl »
- Georges Six, Dictionnaire biographique des généraux & amiraux français de la Révolution et de l'Empire (1792-1814) Paris : Librairie G. Saffroy, 1934, 2 vol.